# Seitaad
Seitaad là một chi khủng long, được Sertich & Loewen mô tả khoa học năm 2010.